# Козлово (Коварзинское сельское поселение)
Козлово — деревня в Кирилловском районе Вологодской области.
Входит в состав Коварзинского сельского поселения, с точки зрения административно-территориального деления — в Коварзинский сельсовет.
Расстояние по автодороге до районного центра Кириллова — 57 км, до центра муниципального образования Коварзино — 21 км. Ближайшие населённые пункты — Сигово, Ивашково-2, Петряково.
По данным переписи в 2002 году постоянного населения не было.